# 對 동경소녀
《對 동경소녀》(일본어: 對東京少女, 영어: vs. Tokyo Girls)는 Mnet과 업프런트 에이전시(현 업프런트 프로모션)가 공동 제작하는 하로프로젝트 한국인 멤버를 뽑는 대한민국의 리얼리티 오디션 프로그램이다.
2009년 3월 9일, 일본 아이돌 그룹 Berryz코보의 시미즈 사키와 큐트의 야지마 마이미, 그리고 프로듀서 층쿠 3명이 한국을 방문하여, "하로프로젝트의 한국인 멤버 오디션을 개최한다."고 선언하였다.
국내최초로 열린 한일 합작 오디션으로, 세간에 화제가 되었으며, 4월부터 5월까지 오디션 신청자를 접수하였고, 총 3000여명의 신청자중, 15명을 선정한 후에, 5월 중순부터 6월 중순까지 약 한달 동안 트레이닝을 거친뒤 , 팀을 두 부류로 나누어 미션을 수행한다. 그 미션에서 탈락된 한팀에서 탈락자를 뽑는 형식으로 진행되었다.
오디션 최종 합격자는 Berryz코보 미니 라이브 인 코리아 콘서트에서 발표 되었는데, 그 주인공은 15세의 장다연양이 되었다(현재 하로프로젝트에서 이탈).

## 결과
| 순위     | 이름   | 예명   | 소속사                                                     | 소속그룹                                 |
| -------- | ------ | ------ | ---------------------------------------------------------- | ---------------------------------------- |
| 최종선발 | 장다연 |        | 前업프론트                                                 |                                          |
| 최종탈락 | 안소리 |        |                                                            |                                          |
| 최종탈락 | 양윤수 |        |                                                            |                                          |
| 최종탈락 | 소유미 | 前유미 | 윈, 써밋스타, 前NAP, 前D.O, 前위닝인사이트엠, 前미디어라인 | 前VNT, 前비바걸스, 前키스&크라이         |
| 최종탈락 | 서예린 | 前예린 | 前유원                                                     | 前스위티                                 |
| 최종탈락 | 이다원 |        |                                                            |                                          |
| 최종탈락 | 김초혜 |        |                                                            |                                          |
| 최종탈락 | 이수진 |        |                                                            |                                          |
| 4차탈락  | 박소현 |        |                                                            |                                          |
| 4차탈락  | 오미나 |        |                                                            |                                          |
| 3차탈락  | 김해영 |        |                                                            |                                          |
| 2차탈락  | 안하영 |        |                                                            |                                          |
| 2차탈락  | 장미경 | 장미키 |                                                            |                                          |
| 1차탈락  | 김유빈 |        |                                                            |                                          |
| 1차탈락  | 김정은 |        |                                                            |                                          |
| 1차탈락  | 송지은 |        |                                                            |                                          |
| 1차탈락  | 이해리 | 해리   | 지비케이                                                   | 마스코트, 前Perfect Sunshine, 前The Ring |
| 1차탈락  | 홍지연 |        |                                                            |                                          |

## 사운드 트랙
- "Dream Girl" - 애프터스쿨